# Here's the Man!
Here's the Man! — студійний альбом американського блюзового співака Боббі Бленда, випущений у 1962 році лейблом Duke.

## Опис
Here's the Man! містить записи Бленда, зроблені на лейблі Duke на початку 1960-х років. Бленд демонструє свій сильний вокал на всіх піснях Here's the Man!, де особливо виділяються «Twistin' up the Road» і «Turn on Your Love Light»; аранжувальником виступив Джо Скотт. Також Бленд виконує класичну «Stormy Monday Blues» Т-Боун Вокера і баладу «You're the One (That I Adore)».
Став першим альбомом Duke, випущеним на стерео.

## Список композицій
1. «36-22-36» (Дедрік Мелоун) — 2:42
2. «You're the One (That I Adore)» (Дедрік Мелоун) — 2:47
3. «Turn On Your Love Light» (Дедрік Мелоун, Джозеф Скотт) — 2:07
4. «Who Will the Next Fool Be» (Чарлі Річ) — 7:19
5. «You're Worth It All» (Дедрік Мелоун, Вернон Моррісон) — 2:50
6. «Blues in the Night» (Гарольд Арлен, Джонні Мерсер) — 3:23
7. «Your Friends» (Дедрік Мелоун) — 2:15
8. «Ain't That Loving You» (Дедрік Мелоун) — 4:29
9. «Jelly Jelly Jelly» (Біллі Екстайн, Ерл Гайнс) — 6:50
10. «Twistin' up the Road» (Дедрік Мелоун, Джо Вісі) — 2:27
11. «Stormy Monday Blues» (Т-Боун Вокер) — 4:05

## Учасники запису
- Боббі Бленд — вокал